# Eugene Cernan

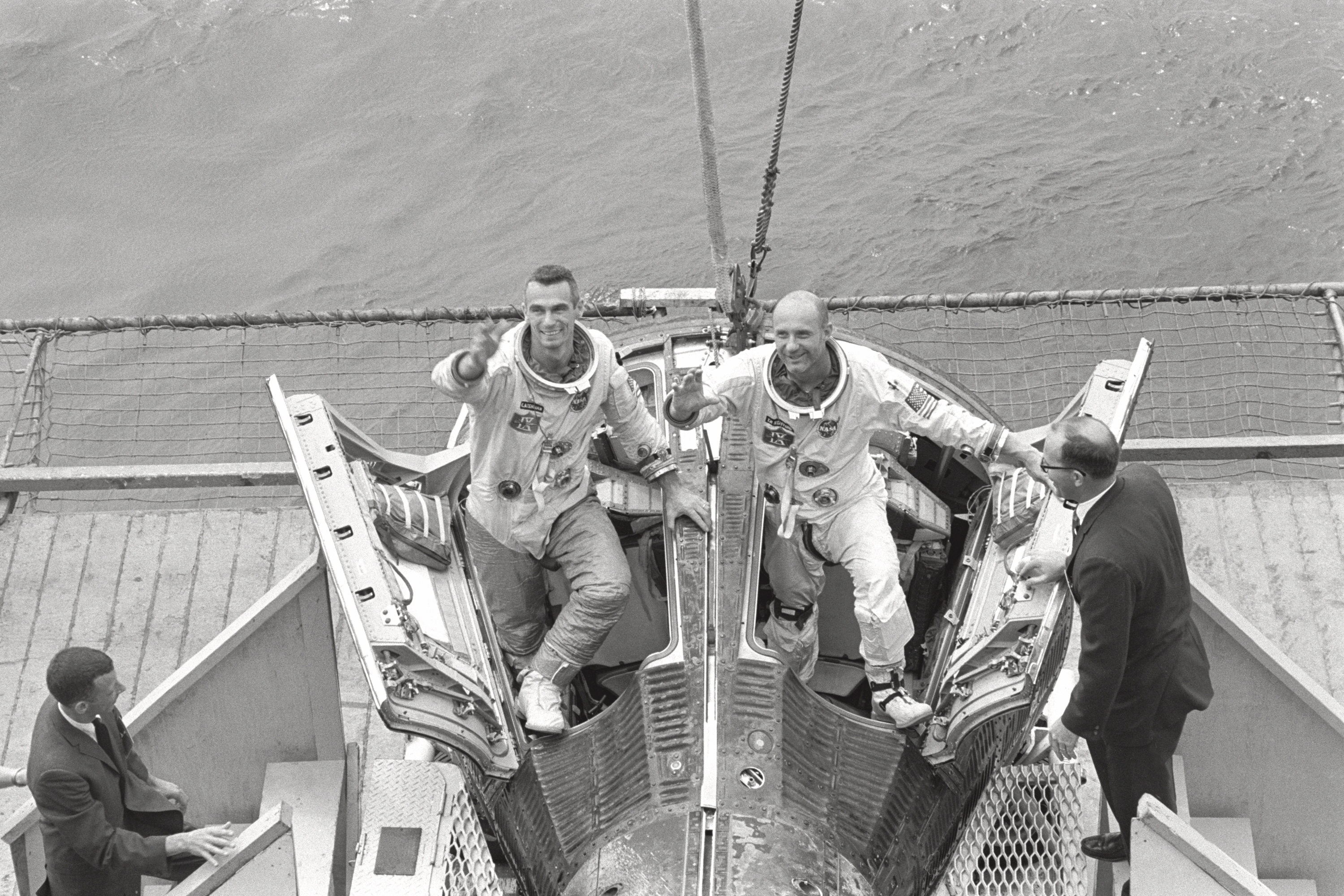
Załoga Gemini 9A na pokładzie lotniskowca USS „Wasp” po zakończonym locie: Eugene Cernan (z lewej) i Thomas Stafford

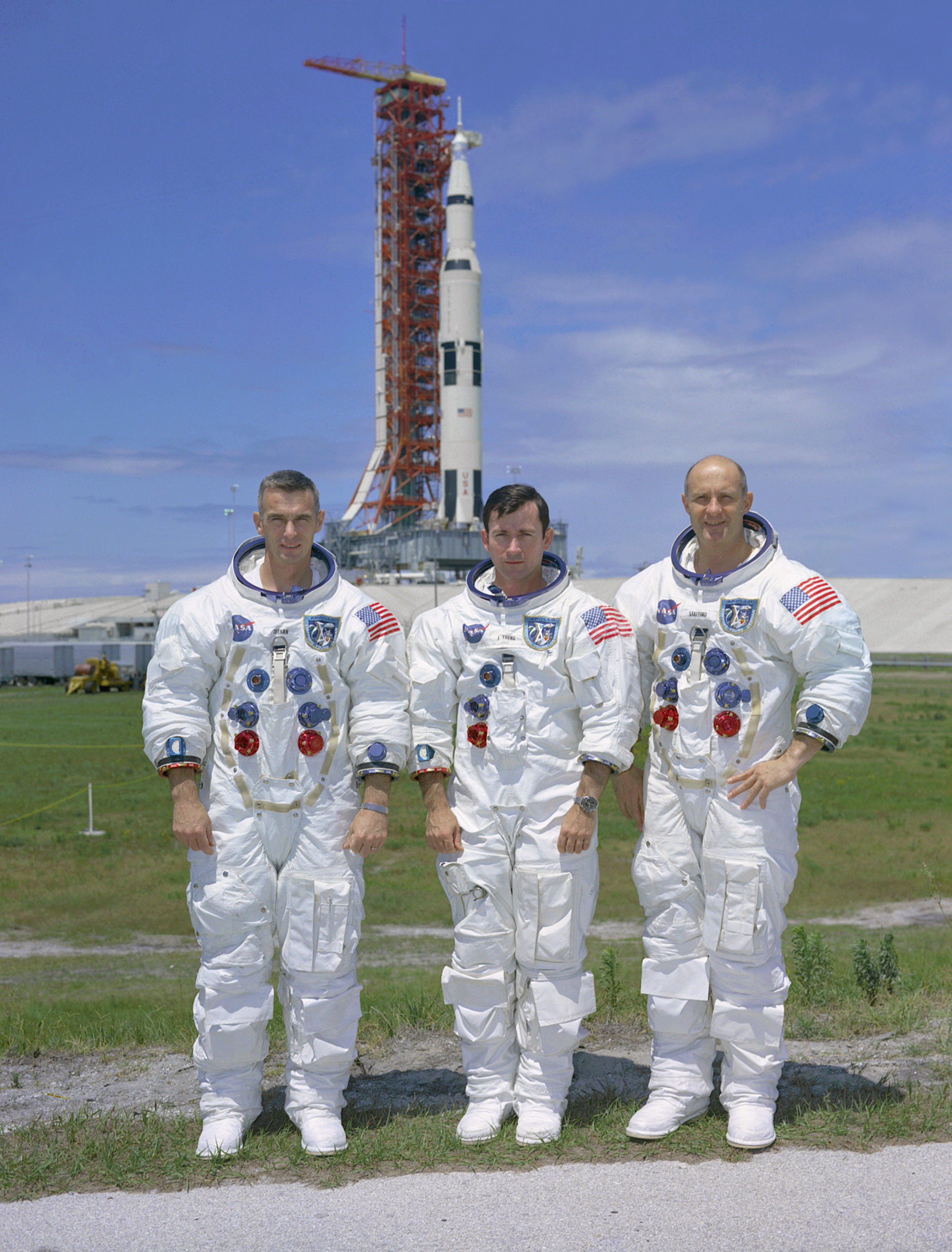
Załoga Apollo 10: (od lewej) Eugene Cernan, John Young i Thomas Stafford

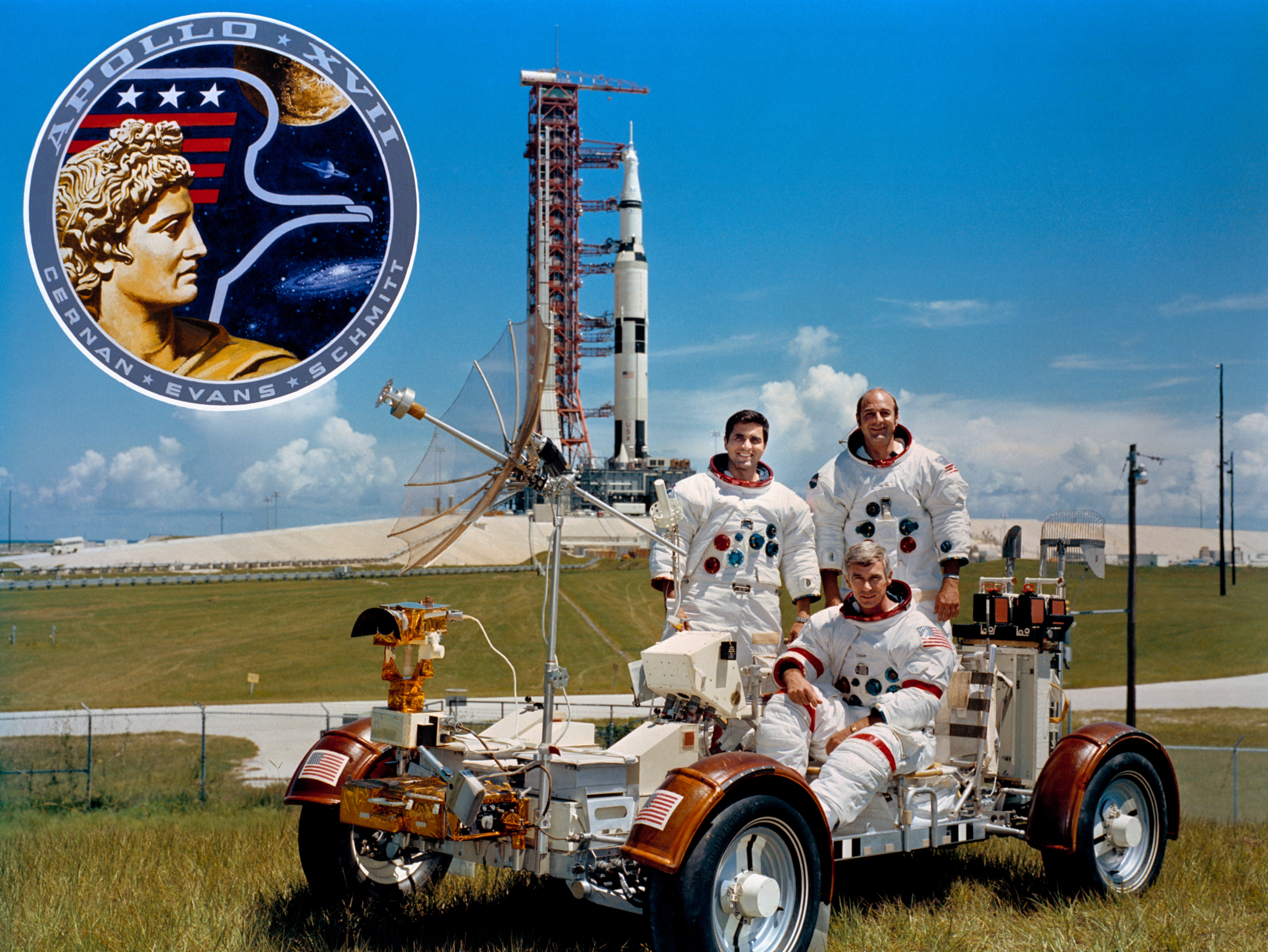
Załoga Apollo 17 przed startem: (od lewej) Harrison Schmitt, Eugene Cernan (siedzi
w pojeździe LVR) i Ronald Evans

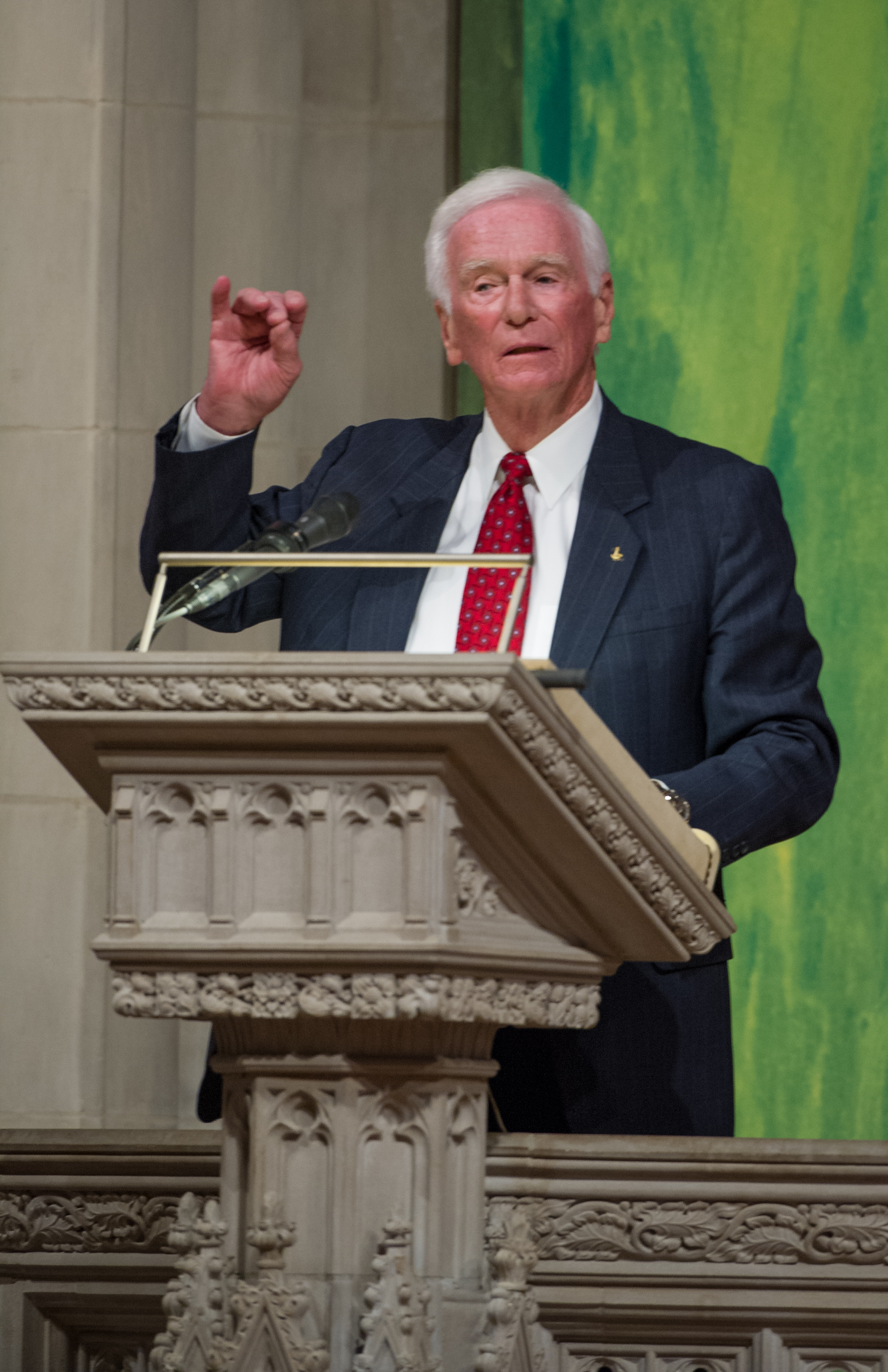
Eugene Cernan, 2012

Eugene Andrew Cernan (ur. 14 marca 1934 w Chicago, zm. 16 stycznia 2017 w Houston) – amerykański astronauta pochodzenia słowackiego, komandor United States Navy. Uczestnik trzech lotów kosmicznych w ramach programów Gemini i Apollo. Jedenasty człowiek, który stanął na Księżycu i ostatni (stan na sierpień 2025), który chodził po jego powierzchni.

## Wykształcenie i służba wojskowa
- 1952 – ukończył szkołę średnią (Proviso Township High School) w Maywood w Illinois.
- 1956 – został absolwentem Purdue University i otrzymał licencjat z elektrotechniki (podczas studiów szkolił się ponadto w Navy Reserve Officers Training Corps – ROTC). Wstąpił do Marynarki Wojennej Stanów Zjednoczonych. Początkowo służył na pokładzie USS „Saipan”. W październiku rozpoczął szkolenie lotnicze w bazach lotniczych w Tennessee i na Florydzie.
- Grudzień 1957 – zakończył przeszkolenie uzyskując status pilota lotnictwa morskiego. Następnie, do czasu przyjęcia do oddziału astronautów służył w 26 i 112 eskadrze szturmowej w bazie lotniczej Miramar (Marine Corps Air Station Miramar) w Kalifornii.
- 1964 – uzyskał tytuł magistra inżynierii aeronautycznej w Szkole Marynarki Wojennej w Monterey.
- 1969 – otrzymał honorowy doktorat z prawa Western State University College of Law.
- 1970 – otrzymał honorowy doktorat z inżynierii Purdue University.
- 1976 – w stopniu komandora zakończył służbę w Marynarce Wojennej.
- 1977 – otrzymał honorowy doktorat z inżynierii Drexel University.

Jako pilot wylatał ponad 5000 godzin, z czego 4800 na odrzutowcach. Wykonał ponad 200 lądowań na pokładach lotniskowców.

## Kariera astronauty
- Październik 1963 – podczas przeprowadzanego przez NASA trzeciego naboru został astronautą grupy (NASA-3(inne języki)).
- Grudzień 1965 – był operatorem łączności podczas misji statków kosmicznych Gemini 7 i Gemini 6A.
- Styczeń 1966 – wyznaczono go jako pilota do załogi dublerów misji Gemini 9. W lutym 1966 w katastrofie lotniczej zginęli Elliott See i Charles Bassett – załoga podstawowa lotu. Kierownictwo NASA postanowiło, że załoga rezerwowa – Cernan i Thomas Stafford – zostanie załogą podstawową misji Gemini 9A.
- 3 – 6 czerwca 1966 – uczestniczył w trzydniowej misji Gemini 9A.
- Wraz z Gordonem Cooperem był w załodze rezerwowej podczas przygotowań do misji Gemini 12.
- Grudzień 1966 – został wyznaczony do załogi dublerów drugiego lotu załogowego, planowanego w ramach programu Apollo.
- Maj 1967 – po zmianach w składach załóg, które były związane z katastrofą (podczas przygotowań do lotu) Apollo 1, został przesunięty do składu załogi rezerwowej pierwszego załogowego lotu statku kosmicznego typu Apollo.
- Październik 1968 – był wraz z Thomasem Staffordem i Johnem Youngiem dublerem załogi misji Apollo 7.
- 18 – 26 maja 1969 – uczestniczył w locie Apollo 10, będącym próbą generalną przed pierwszym lądowaniem człowieka na Księżycu. Później otrzymał przydział do załogi rezerwowej misji Apollo 14 oraz podstawowej Apollo 17.
- 7 – 19 grudnia 1972 – był dowódcą Apollo 17, ostatniej wyprawy w ramach tego programu, która wylądowała na powierzchni Księżyca.
- Wrzesień 1973 – powierzono mu obowiązki specjalnego asystenta dyrektora programu Apollo w Centrum Kosmicznym im. Johnsona. Później uczestniczył, jako zastępca dyrektora, w planowaniu i realizacji wspólnego amerykańsko-radzieckiego lotu kosmicznego ASTP (Apollo-Soyuz Test Project). Przewodniczył delegacji Stanów Zjednoczonych podczas rozmów ze Związkiem Radzieckim w sprawie technicznych aspektów tego programu.
- 1 lipca 1976 – zakończył pracę w NASA.

## Loty załogowe

### Gemini 9A
Do swojego pierwszego lotu w kosmos wystartował 3 czerwca 1966 jako pilot statku Gemini 9A. Dowódcą misji był Thomas Stafford. Jednym z podstawowych zadań astronautów podczas tego lotu miało być połączenie statku Gemini z członem ATDA (Augmented Target Docking Adapter). Od obiektu jednak nie odłączyła się osłona aerodynamiczna i cały manewr, musiał zostać odwołany ze względów bezpieczeństwa. Pech nie opuszczał astronautów również później. Cernan podczas wyjścia w otwarty kosmos miał wykonać testy nowego osobistego systemu manewrującego AMU (Autonomy Maneuvering Unit), ale ponad dwugodzinny spacer wyczerpał astronautę. Wizjer kombinezonu pokrył się parą wodną. W tej sytuacji zaszła konieczność zrezygnowania z wypróbowania AMU. Cernan przypadkowo stracił również kamerę z filmem, który wykonał podczas spaceru w kosmosie. 6 czerwca 1966 kapsuła z astronautami wodowała na Oceanie Atlantyckim w pobliżu Wysp Bahama.

### Apollo 10
Był to ostatni doświadczalny lot statku kosmicznego typu Apollo. Podczas misji Cernan pełnił funkcję pilota lądownika księżycowego. W skład załogi weszli również: Thomas Stafford – dowódca – i John Young – pilot modułu dowodzenia. Start Apollo 10 z Przylądka Canaveral nastąpił 18 maja 1969. Na orbitę wokółksiężycową wszedł 21 maja 1969 jako drugi załogowy statek kosmiczny. 22 maja moduł księżycowy „Snoopy” (ze Staffordem i Cernanem) odłączył się od modułu dowodzenia „Charlie Brown” i wypróbował procedury podejścia do lądowania na Księżycu. Pojazd obniżył orbitę do wysokości ok. 15 km od powierzchni Srebrnego Globu, a następnie ponownie połączył się z modułem dowodzenia, w którym pozostał John Young. Samodzielny lot lądownika trwał ponad 8 godzin. Podczas lotu fotografowano również powierzchnię naszego satelity w poszukiwaniu lądowisk dla kolejnych misji programu Apollo.
Kapsuła statku Apollo 10 z trójką astronautów wodowała na Oceanie Spokojnym 26 maja 1969. Lot był próbą generalną przed pierwszym lądowaniem ludzi na Księżycu. Jego pomyślny przebieg pozwolił na realizację tego podstawowego celu programu Apollo już podczas następnej misji – Apollo 11.

### Apollo 17
Start do ostatniej misji księżycowej w ramach programu Apollo nastąpił 7 grudnia 1972 roku. Cernan był dowódcą misji, Ronald Evans – pilotem modułu dowodzenia „America”, zaś Harrison Schmitt – pilotem modułu księżycowego „Challenger”. Po trzech dniach lotu, 10 grudnia 1972 roku astronauci osiągnęli orbitę Księżyca. Dobę później, 11 grudnia 1972 roku Cernan i Schmitt, będący z wykształcenia geologiem, wylądowali w rejonie Taurus-Littrow. Obaj astronauci wyszli trzykrotnie na powierzchnię Księżyca (wyjścia trwały łącznie ponad 22 godziny). Do przemieszczania się używali pojazdu księżycowego LRV. Na Ziemię zabrali około 110,52 kg próbek skał księżycowych. 14 grudnia 1972 roku astronauci powrócili na pokład modułu dowodzenia, w którym oczekiwał ich przez trzy dni Ronald Evans. 19 grudnia 1972 roku kapsuła statku Apollo 17 bezpiecznie wodowała na Oceanie Spokojnym.
Podczas ostatniego spaceru po Księżycu Cernan po odsłonięciu plakietki upamiętniającej zakończenie pierwszego etapu eksploracji Księżyca wypowiedział nadzieję wszystkich astronautów:

– To nasza pamiątka, którą zostawiamy tutaj, dopóki ktoś taki jak my, ktoś spośród was, tam na Ziemi, będących obietnicą przyszłości, nie powróci tutaj, by ją odczytać oraz kontynuować dzieło twórców programu Apollo – podbój Księżyca.

## Po opuszczeniu NASA
Po odejściu z NASA został wiceprezesem wykonawczym firmy Coral Petroleum, Inc. We wrześniu 1981 założył własne przedsiębiorstwo – The Cernan Corporation, prowadzące działalność w dziedzinie aeronautyki i energetyki. Podczas pierwszych lotów wahadłowców był komentatorem kanału telewizyjnego ABC. Był także przewodniczącym rady dyrektorów Johnson Engineering Corporation, realizującej zamówienia dla NASA.
W 1999 opublikował książkę The Last Man On The Moon (Ostatni człowiek na Księżycu).

## Nagrody i odznaczenia
- Navy Distinguished Service Medal – dwukrotnie
- Distinguished Flying Cross
- NASA Distinguished Service Medal – dwukrotnie
- NASA Exceptional Service Medal
- Navy Astronaut Wings
- Order Podwójnego Białego Krzyża II klasy (Słowacja)
- Złoty medal FAI (1972)
- Wprowadzenie do Panteonu Sławy Astronautów Stanów Zjednoczonych (United States Astronaut Hall of Fame)
- Universal Astronaut Insignia za lot orbitalny (nr 26, pośmiertnie) – Stowarzyszenie Uczestników Lotów Kosmicznych (Association of Space Explorers(inne języki))[3]

## Wykaz lotów
| Loty kosmiczne, w których uczestniczył Eugene A. Cernan                 | Loty kosmiczne, w których uczestniczył Eugene A. Cernan | Loty kosmiczne, w których uczestniczył Eugene A. Cernan | Loty kosmiczne, w których uczestniczył Eugene A. Cernan | Loty kosmiczne, w których uczestniczył Eugene A. Cernan | Loty kosmiczne, w których uczestniczył Eugene A. Cernan |
| Nr                                                                      | Data startu                                             | Data lądowania                                          | Statek kosmiczny                                        | Funkcja                                                 | Czas trwania                                            |
| ----------------------------------------------------------------------- | ------------------------------------------------------- | ------------------------------------------------------- | ------------------------------------------------------- | ------------------------------------------------------- | ------------------------------------------------------- |
| 1                                                                       | 3 czerwca 1966                                          | 6 czerwca 1966                                          | Gemini 9A                                               | Drugi pilot                                             | 3 dni 20 minut i 50 sekund                              |
| 2                                                                       | 18 maja 1969                                            | 26 maja 1969                                            | Apollo 10                                               | Pilot modułu księżycowego                               | 8 dni 3 minuty i 23 sekundy                             |
| 3                                                                       | 7 grudnia 1972                                          | 19 grudnia 1972                                         | Apollo 17                                               | Dowódca misji                                           | 12 dni 13 godzin 51 minut i 59 sekund                   |
| Łączny czas spędzony w kosmosie – 23 dni 14 godzin 16 minut i 12 sekund |                                                         |                                                         |                                                         |                                                         |                                                         |